# رامون ميريز
رامون ميريز (مواليد 13 مايو 1997)، لاعب كرة قدم أرجنتيني يجيد اللعب في الهجوم مع نادي الجزيرة في دوري الخليج العربي الإماراتي.

## وصلات خارجية
رامون ميريز على موقع قاعدة بيانات كرة القدم.إي يو (الإنجليزية)
- رامون ميريز على موقع Soccerway.com (الإنجليزية)
- رامون ميريز على موقع عالم كرة القدم.نت (الإنجليزية)